# 永瀬花帆
永瀬 花帆（ながせ かほ、1992年12月4日 - ）は、日本のグラビアアイドル。リップに所属していた。

## 来歴
東京都八王子市出身。短期大学卒業後に芸能スクールに通い、2014年に芸能活動を開始した。

## 人物
- グラビアアイドルだが、Instagramではコメディアンを標榜している[4]。
- 地元である八王子市を愛している。中学時代の友人たちとの交流も盛んで、卒業から15年（2023年時点）が経過しても月に1回のペースで集まり、修学旅行の思い出で爆笑しているという[5]。
- 文章を書くことが好き[3]。noteへ積極的に投稿するほか、映画レビューの寄稿も行う[6]。映画や料理も好きで、割烹着姿で手料理を事務所仲間にふるまったりもする[7]。
- 歯列矯正の経験がある[8]。本人の表現を借りれば「初期アバター[9]」であり、整形はしていない[10]。
- 涙もろい。泣いた映画について語るだけで涙声になる[11]。